# قلعة ماردكان الدائرية
قلعة ماردكان دائرية - (بالأذربيجانية: Dairəvi Mərdəkan qalası) هي قلعة تقع في ماردكان، باكو، أذربيجان. القلعة تسمى قلعة الشيخ أيضا من قبل السكان المحليين.

## تاريخ القلعة
يرجع تاريخ إنشاء القلعة إلى 1232.
في الجزء العلوي من بوابة البرج توجد ثلاثة نقوش مكتوبة باللغة العربية على طبقة حجرية كبيرة مستطيلة.
وفقا لأول نقش على باب القلعة، تم بناؤه القلع في عهد فريبورز ثالث.
و وفقا للنقش الثاني أن مالك لقلعة ماردكان دائرية كان إصحاك بن كاكولي وتم بناؤه عام 1232.
وفقا للنقش الثالث تم إنشائها من قبل مهندس معماري عبد المجيد بن المقصود.

## ميزات معمارية
ارتفاعه قلعة ماردكان دائرية على بعد 16 مترا.
القلعة المحيطة بالبرج، يتكون من ساحة مربعة محاطة بجدران حجرية من كل جانب، بارتفاعها سبعة أمتار.
في زوايا الأسوار هناك سور وأبراج.
تنقسم القلعة إلى ثلاثة أجزاء.
هذه الأجزاء مغطاة بالقباب ومتصلة ببعضها البعض بواسطة سلالم. لتنوير الطابقين الثاني والثالث توجد نوافذ خاصة، وتتوسع من الخارج إلى الداخل، على شكل شريط ضيق.

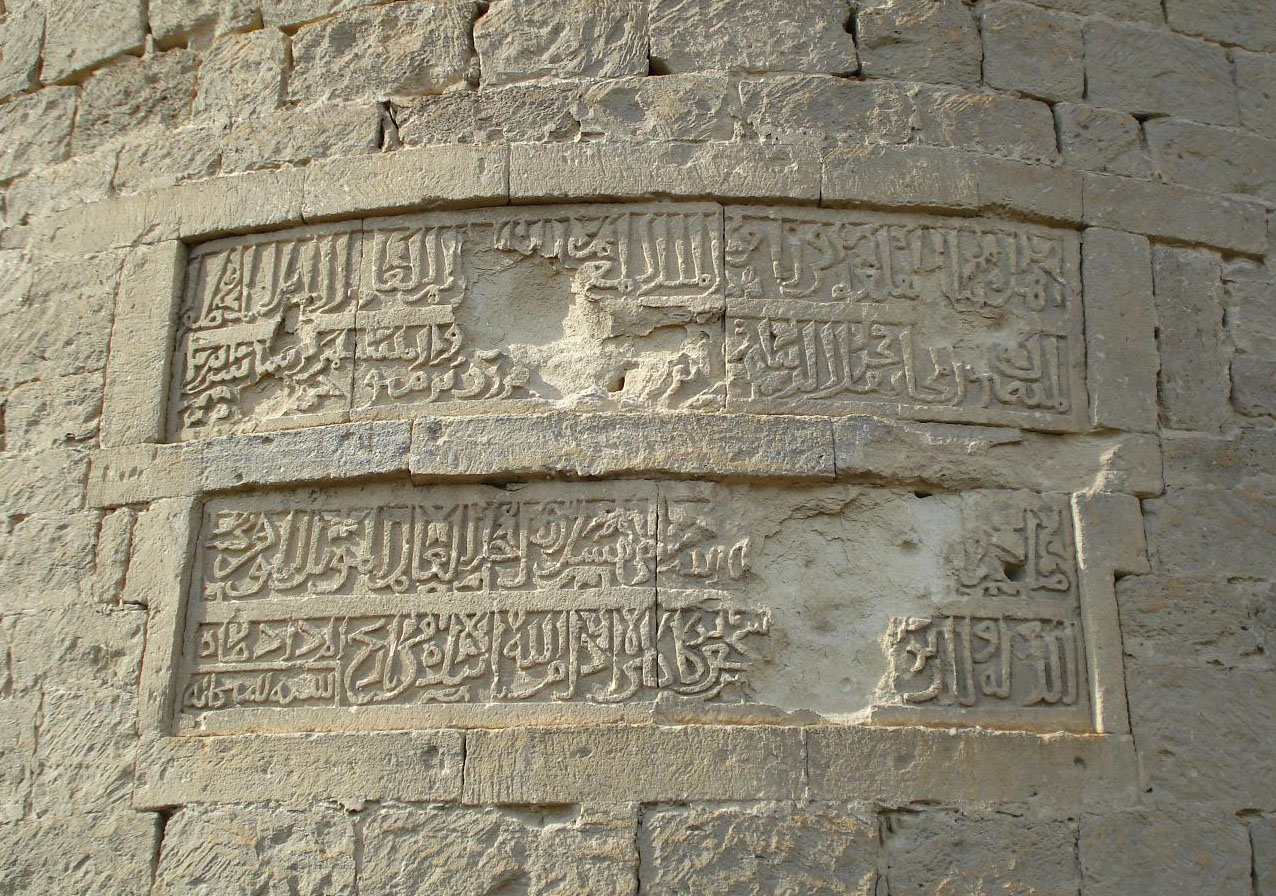
كتابة على القلعة
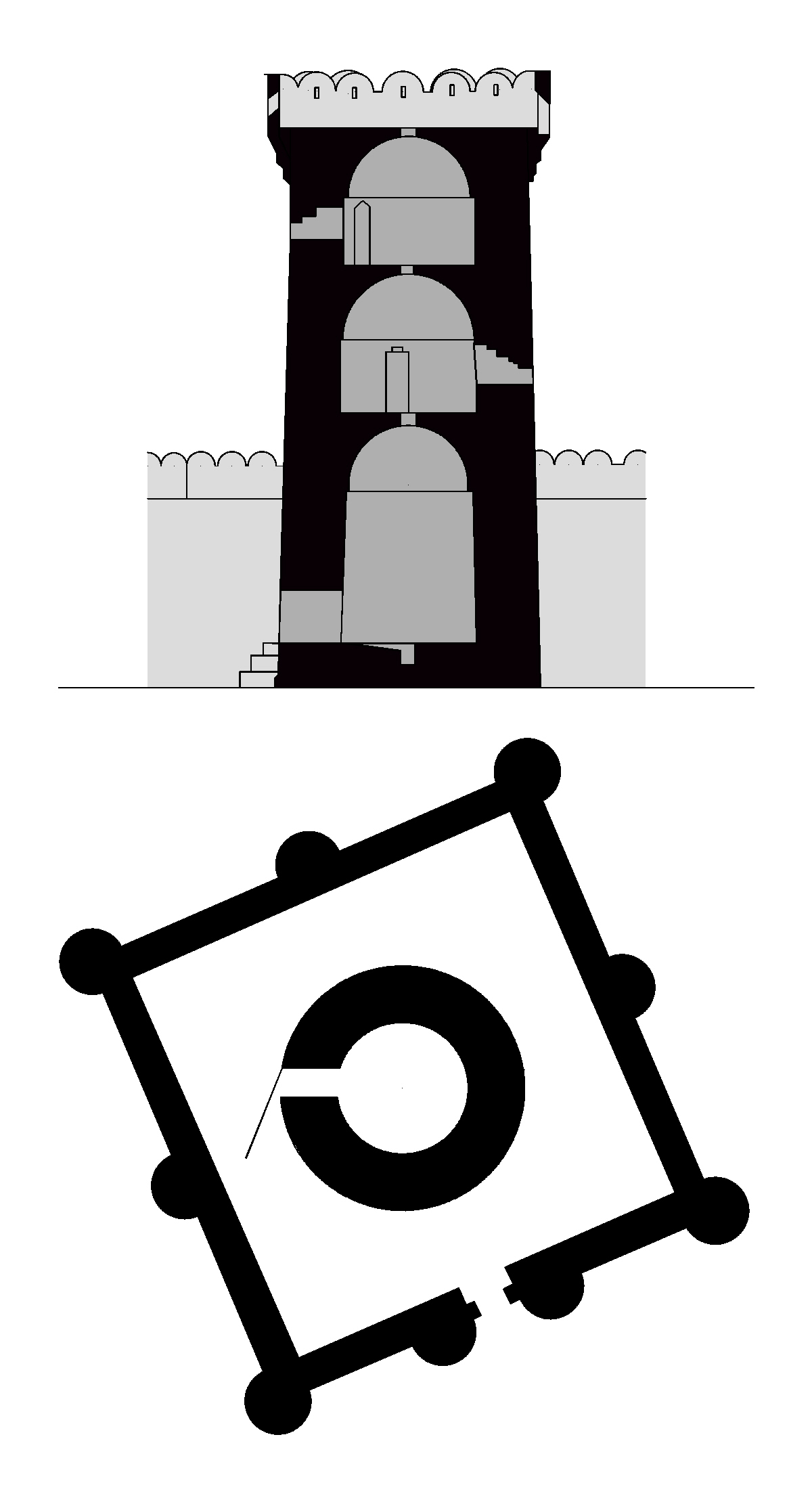
خطة القلعة